# Lâu đài Hörningsholm
Lâu đài Hörningsholm (tiếng Thụy Điển: Hörningsholms slott) là một lâu đài ở Thụy Điển. Nó nằm trên một vách đá bên một vịnh của biển Baltic có cự ly vài km từ Södertälje. Lâu đài chắc có lẽ hầu hết được xây dựng bởi gia đình Sture trong thời gian cuối 15 và đầu thế kỷ 16, đã bị đốt cháy thành bình địa bởi quân đội Nga năm 1719 và được cho xây dựng lại như hình dạng hiện tại của nó kiến trúc sư Carl Hårleman. Nó đã cho được trùng tu vào năm 1919-1920 bởi kiến trúc sư Ivar Tengbom.